# هوارد هيل جونسون
هوارد هيل جونسون (بالإنجليزية: Howard Hille Johnson) هو عضو مجموعة ضغط ومدرس أمريكي، ولد في 19 فبراير 1846، وتوفي في 8 فبراير 1913 في رومني في الولايات المتحدة.